# Helena Pedersdatter Strange
Helena Pedersdatter Strange (1200-1255) was een koningin-gemalin van Zweden.
Zij was gehuwd met Knoet II van Zweden.